# POV～被詛咒的影片～
《POV～被詛咒的影片～》（日语：POV〜呪われたフィルム〜）是一套在2012年上映的日本恐怖電影，由著名日本恐怖電影導演鶴田法男執導。這部電影由同屬研音經紀公司的兩名年輕女演員志田未來和川口春奈主演，兩人都是初次出演恐怖片。
標題中的「POV」是「Point of view」的意思。這部電影以紀錄片的風格拍攝，故事描述志田和川口兩人在拍攝手機節目時，遭遇到靈異事件，其後她們跟工作人員一起探訪川口畢業的中學，遇上種種奇異的事情。

## 外部連結
- 電影預告片（页面存档备份，存于）
- 川口春奈訪問（页面存档备份，存于）